# Finale Kupa prvaka 1973.
Finale Kupa prvaka 1973. je bilo 18. po redu finale Kupa prvaka, koje je igrano 30. svibnja 1973. na beogradskoj Marakani. U finalu su igrali nizozemski AFC Ajax i talijanski Juventus. Ajax je pobijedio rezultatom 1:0 i osvojio treći uzastopni naslov prvaka Europe, nakon 1971. i 1972. godine, čime je kasnije postao jedan od rijetkih klubova koji su dobili pokal Lige prvaka na trajno čuvanje. Jedini pogodak na utakmici postgao je Johnny Rep u četvrtoj minuti.

## Susret
| 30. svibnja 1973. |     |          |                                                                                   |
| Ajax              | 1:0 | Juventus | Marakana, Beograd Broj gledatelja: 93.500 Sudac: Milivoje Gugulović (Jugoslavija) |
| Rep 5'            |     |          | Marakana, Beograd Broj gledatelja: 93.500 Sudac: Milivoje Gugulović (Jugoslavija) |

| AFC Ajax | Juventus F.C. |

| AJAX:         |    |                   |
|               |    |                   |
| GK            | 1  | Heinz Stuy        |
| DF            | 2  | Wim Suurbier      |
| DF            | 3  | Barry Hulshoff    |
| DF            | 12 | Horst Blankenburg |
| DF            | 5  | Ruud Krol         |
| MF            | 7  | Johan Neeskens    |
| MF            | 15 | Arie Haan         |
| MF            | 9  | Gerrie Mühren     |
| FW            | 16 | Johnny Rep        |
| FW            | 14 | Johan Cruijff     |
| FW            | 11 | Piet Keizer       |
| Trener:       |    |                   |
| Stefan Kovacs |    |                   |

| JUVENTUS:        |    |                      |          |     |
|                  |    |                      |          |     |
| GK               | 1  | Dino Zoff            |          |     |
| DF               | 2  | Sandro Salvadore     |          |     |
| DF               | 3  | Gianpietro Marchetti |          |     |
| DF               | 4  | Francesco Morini     | Opomenut |     |
| DF               | 5  | Silvio Longobucco    |          |     |
| MF               | 6  | Franco Causio        |          | 57' |
| MF               | 7  | Giuseppe Furino      |          |     |
| MF               | 8  | Fabio Capello        |          |     |
| MF               | 9  | José Altafini        |          |     |
| FW               | 10 | Pietro Anastasi      |          |     |
| FW               | 11 | Roberto Bettega      |          | 49' |
| Zamjene:         |    |                      |          |     |
| MF               | 12 | Helmut Haller        |          | 49' |
| MF               | 13 | Antonello Cuccureddu |          | 57' |
| Trener:          |    |                      |          |     |
| Čestmír Vycpálek |    |                      |          |     |

## Vanjske poveznice
- Rezultati Kupa prvaka, RSSSF.com
- Sezona 1972./73., UEFA.com
- Povijest Lige prvaka: 1973.

| Finala Kupa prvaka i UEFA Lige prvaka | Finala Kupa prvaka i UEFA Lige prvaka |
| ------------------------------------- | --- |
|                                       | |
| Kup prvaka                            | 1956. • 1957. • 1958. • 1959. • 1960. • 1961. • 1962. • 1963. • 1964. • 1965. • 1966. • 1967. • 1968. • 1969. • 1970. • 1971. • 1972. • 1973. • 1974. • 1975. • 1976. • 1977. • 1978. • 1979. • 1980. • 1981. • 1982. • 1983. • 1984. • 1985. • 1986. • 1987. • 1988. • 1989. • 1990. • 1991. • 1992. |
|                                       | |
| Liga prvaka                           | 1993. • 1994. • 1995. • 1996. • 1997. • 1998. • 1999. • 2000. • 2001. • 2002. • 2003. • 2004. • 2005. • 2006. • 2007. • 2008. • 2009. • 2010. • 2011. • 2012. • 2013. • 2014. • 2015. • 2016. • 2017. • 2018. • 2019. • 2020. • 2021. • 2022. • 2023. • 2024.                                         |

| Finala Kupa prvaka i UEFA Lige prvaka | Finala Kupa prvaka i UEFA Lige prvaka |
| ------------------------------------- | --- |
|                                       | |
| Kup prvaka                            | 1956. • 1957. • 1958. • 1959. • 1960. • 1961. • 1962. • 1963. • 1964. • 1965. • 1966. • 1967. • 1968. • 1969. • 1970. • 1971. • 1972. • 1973. • 1974. • 1975. • 1976. • 1977. • 1978. • 1979. • 1980. • 1981. • 1982. • 1983. • 1984. • 1985. • 1986. • 1987. • 1988. • 1989. • 1990. • 1991. • 1992. |
|                                       | |
| Liga prvaka                           | 1993. • 1994. • 1995. • 1996. • 1997. • 1998. • 1999. • 2000. • 2001. • 2002. • 2003. • 2004. • 2005. • 2006. • 2007. • 2008. • 2009. • 2010. • 2011. • 2012. • 2013. • 2014. • 2015. • 2016. • 2017. • 2018. • 2019. • 2020. • 2021. • 2022. • 2023. • 2024.                                         |